# 沃尔夫基金会
沃尔夫基金会（英语：Wolf Foundation），是一个以色列基金会，主要目标是支持及颁布沃尔夫奖。沃尔夫基金是沃尔夫奖的主体基金。

## 创始人
沃尔夫基金由著名犹太工业家里卡多·沃爾夫（Ricardo Wolf；1887年—1981年）于1975年设立。沃尔夫一生极富传奇色彩，经历遍及欧洲（德国），古巴和以色列。沃尔夫是企业家、外交家、发明家和慈善家。沃尔夫曾是古巴驻以色列大使。

## 沃尔夫奖
沃尔夫奖奖励在自然科学（物理学、化学）、医学、数学、农业和艺术领域的杰出人物。沃尔夫奖于1978年首次颁发。沃尔夫奖是世界学界著名荣誉，名下包括：
- 沃尔夫物理学奖；
- 沃尔夫化学奖；
- 沃尔夫医学奖；
- 沃尔夫数学奖；
- 沃爾夫農業獎；
- 沃尔夫艺术奖。